# Abbaye de Buckfast
L'abbaye de Buckfast est une abbaye bénédictine masculine appartenant à la congrégation bénédictine anglaise située à Buckfastleigh dans le Devon (Angleterre). Elle a été fondée en 1882 et est dédiée à sainte Marie.

## Histoire

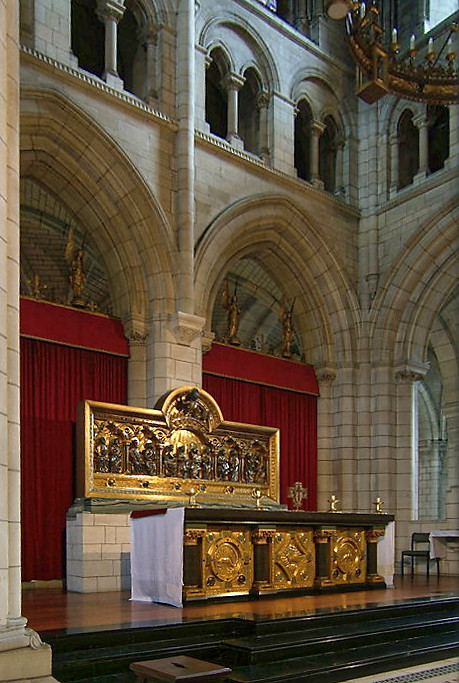
Maître-autel et retable (1928-1932) de l'église abbatiale.

Une première abbaye de Buckfast a été fondée par le comte Aylward en 1018 sous le règne de Cnut le Grand, puis des moines venant de l'abbaye de Savigny-le-Vieux en 1136 l'affilient à l'Ordre de Cîteaux en 1147 et la reconstruisent en pierres. L'abbaye prospère pendant le Moyen Âge grâce à la pêche et au commerce de laines. Toutefois la peste noire la décime : il n'y a plus que quatorze moines en 1377.
Elle est dissoute le 25 février 1539 sur ordre d'Henri VIII, à l'époque de la dissolution des monastères. Abandonnée pendant 343 ans, elle tombe en ruines. Seuls quelques rares vestiges et fondations subsistent lorsque des moines viennent à Buckfast pour la relever.
Les six premiers moines qui arrivent le 28 octobre 1882 pour fonder une nouvelle abbaye bénédictine sont rejoints dans les semaines suivantes par les autres frères de leur communauté. Ils avaient, après avoir été expulsés deux ans auparavant en France de l'abbaye Sainte-Marie de la Pierre-Qui-Vire par les lois anti-congrégationnistes de la IIIe République trouvé refuge dans la communauté du prieuré de Saint-Augustin à Ramsgate. Celle-ci avait mis à leur disposition une propriété à Leopardstown en Irlande, dans la périphérie de Dublin ou ils avaient appris que le domaine sur lequel restaient encore quelques vestiges de l'ancienne abbaye de Buckfast était mis en vente, et avaient décidé de l'acquérir.
L'architecte écossais Frederick Walters (1849-1931) est chargé de lever le plan des anciennes fondations et de dessiner les bâtiments à ériger. Entre-temps l'ancienne « tour de l'abbé » (Abbot's Tower) est restaurée. Une église provisoire est achevée en 1884. La même année est ouvert le chantier de l'aile sud abritant les cuisines, le réfectoire et le cloître.
Les actuels bâtiments des moines sont construits à partir de 1906-1907 sous l'abbé Anscar Vonier qui pose la première pierre de l'église le 5 janvier 1907. À l'exception de la partie supérieure de la tour, l'édifice, de style néogothique normand, est achevé en 1932 et consacré le 25 août de cette même année. La dernière pierre est posée au sommet de la tour le 24 juillet 1937, les échafaudages sont démontés à la fin de l'année 1938.
Le mobilier liturgique de l'abbaye de Buckfast consiste en grande partie en un ensemble remarquable de pièces inspirées de chefs-d'œuvre de l'art roman allemand librement recréés par l'orfèvre allemand Bernhard Witte (de) d'Aix-la-Chapelle, dans les années 1928 à 1932 :
— le maître-autel de marbre noir orné de trois panneaux dorés et le retable sont ouvragés dans l'esprit des châsses reliquaires et retables rhénanes du XIIe siècle,
— la grande cuve baptismale en bronze est basée sur les lignes des fonts baptismaux de la cathédrale de Hildesheim (premier tiers du XIIIe siècle) de style roman tardif ;
— la couronne de lumières (corona lucis) de 4,90 m de diamètre pour un poids total de 700 kg a été réceptionnée à Buckfast et suspendue sous la voûte du chœur en 1932 pour la consécration de l'abbaye. L'oeuvre qui est inspirée du lustre de Barberousse (XIIe siècle) a été restaurée en 2013.

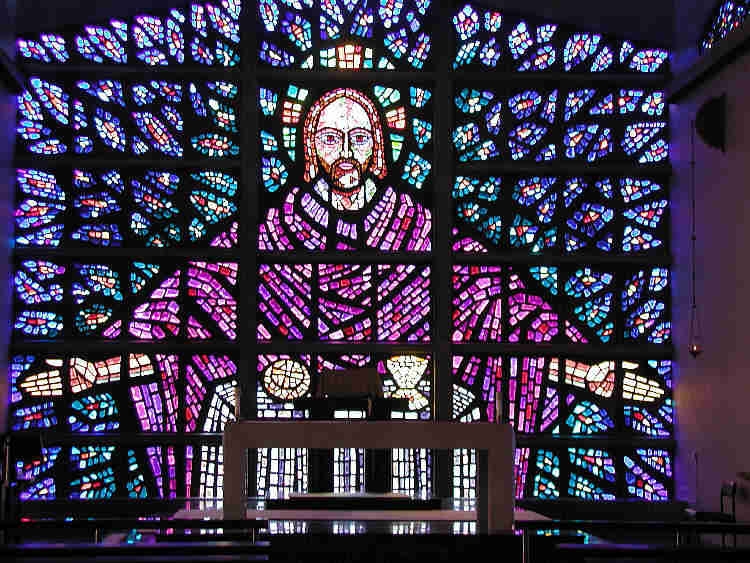
Vitrail orienté au levant dans la chapelle du Saint-Sacrement construite en 1968.

Le moine peintre et peintre cartonnier de tapisserie Dom Robert (1907-1997) séjourne à l'abbaye de Buckfast de 1948 à 1958, avant de retourner à l'abbaye d'En-Calcat.
L'abbaye vit des produits de sa ferme et de ses troupeaux, d'apiculture, de son magasin d'artisanat monastique, de sa librairie et de son restaurant.
Les moines, fidèles à la tradition bénédictine d'hospitalité, reçoivent pour des retraites et des séjours spirituels. En apiculture, l'abbaye de Buckfast est connue pour avoir été à l'origine de l'abeille Buckfast, variété d'abeilles créée par Karl Kehrle (Frère Adam) face à la maladie qui décimait les colonies d'abeilles du rucher de l'abbaye.

## Illustrations

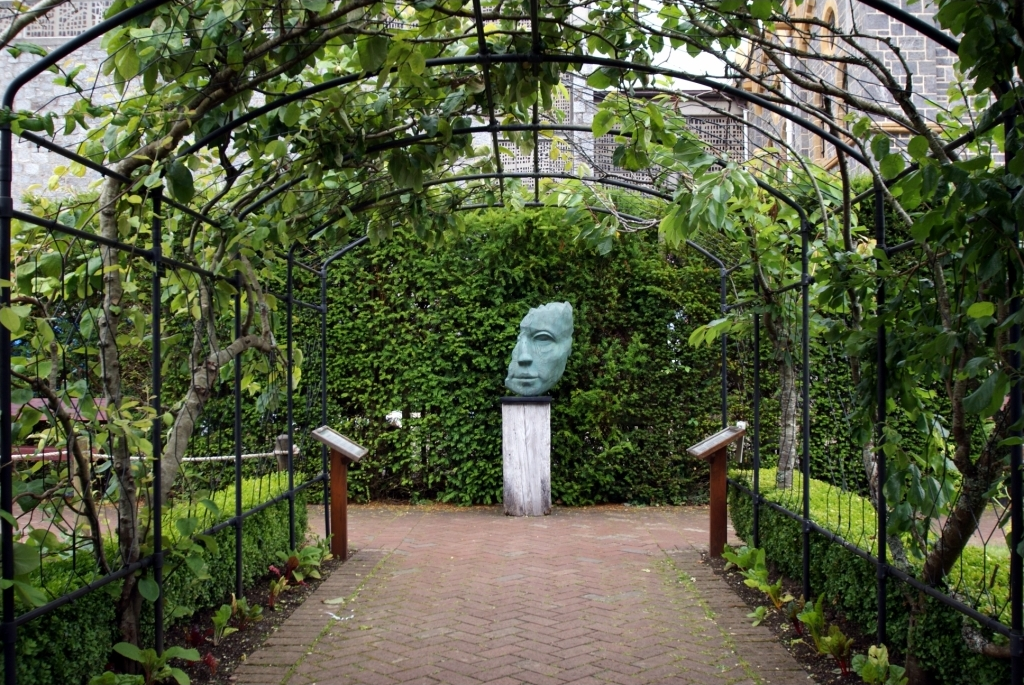
Jardins de l'abbaye
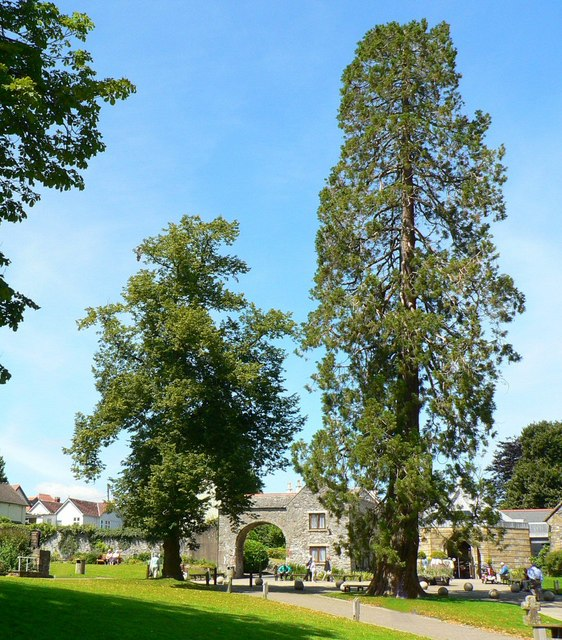
Arbres dans le jardin de l'abbaye
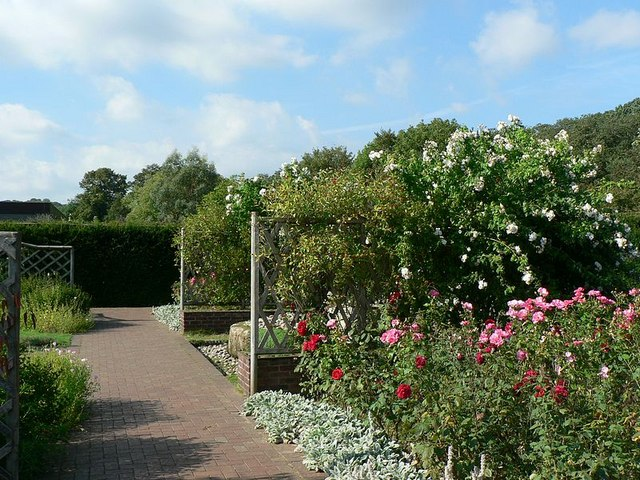
Jardin des senteurs
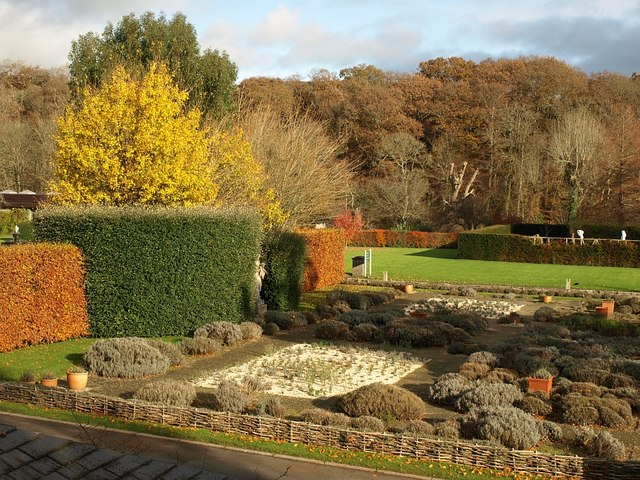
Jardin de lavandes
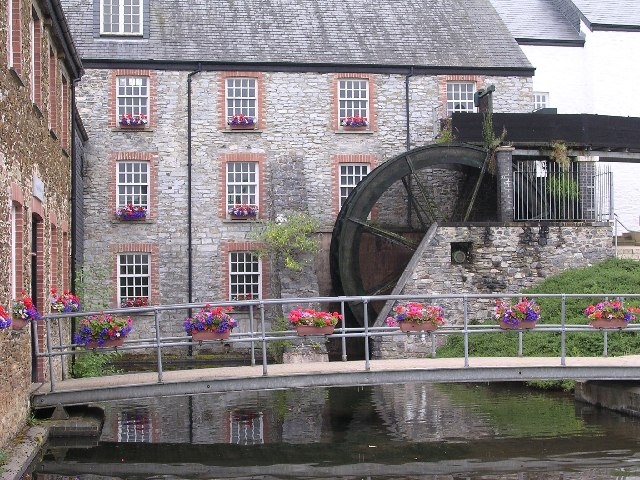
Moulin de l'abbaye
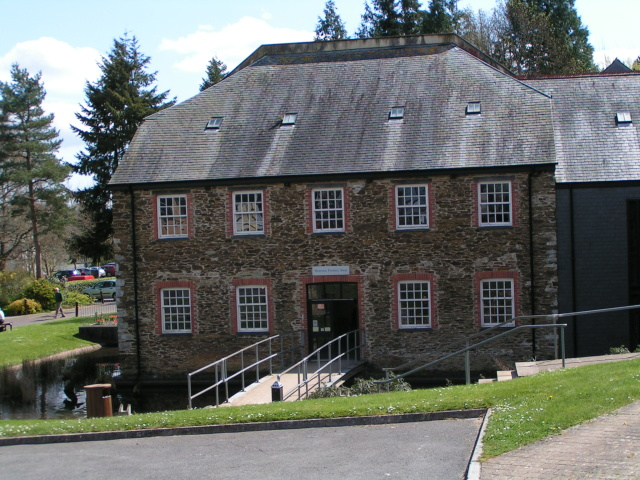
Boutique de l'abbaye
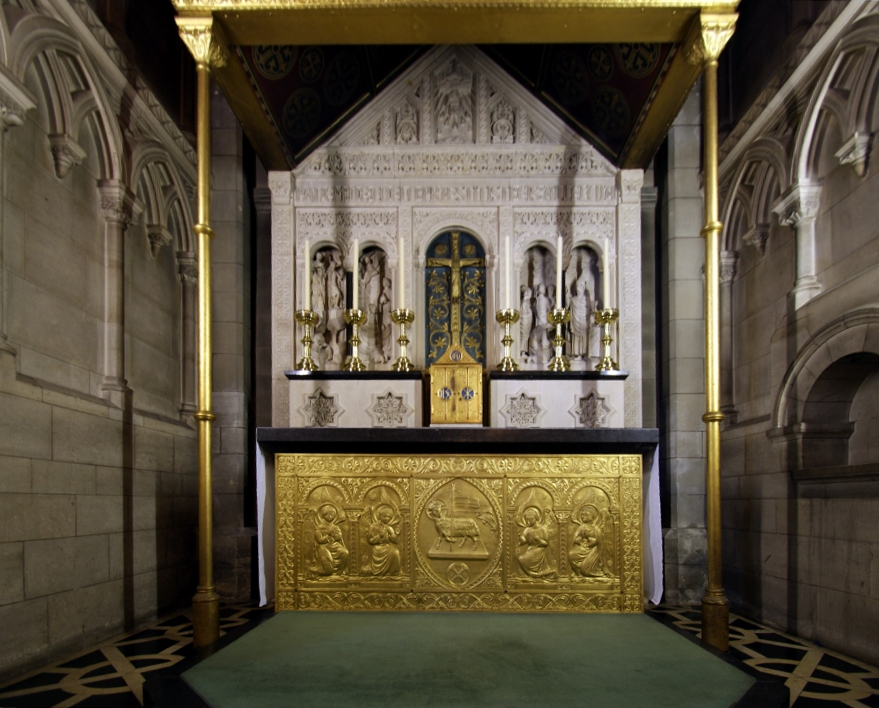
Autel latéral
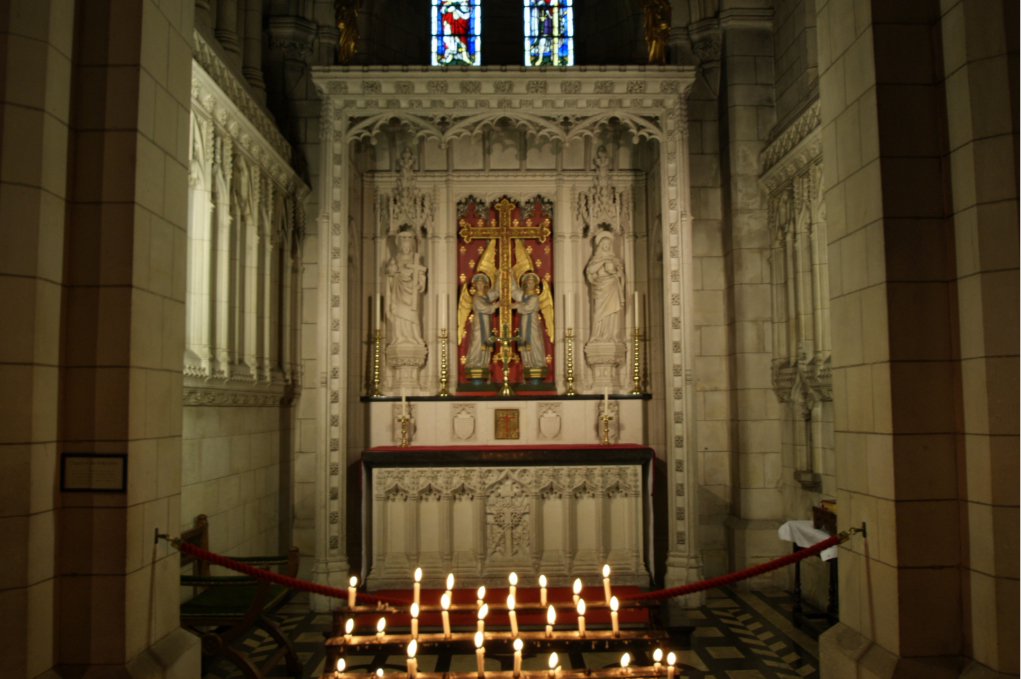
Chapelle latérale
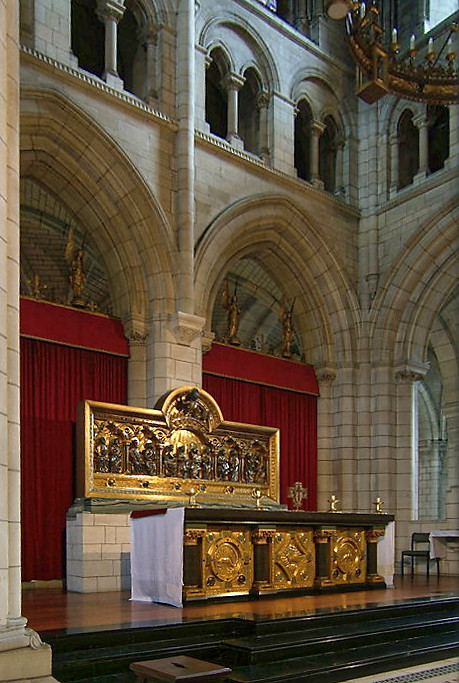
Maître-autel